# Josep Lluís Doménech Zornoza
Josep Lluís Doménech Zornoza, (Alberic, Ribera Alta, 1952 - 18 de setembre de 2016) fou un psicòleg i pedagog valencià, membre de l'Acadèmia Valenciana de la Llengua.
Havia estat mestre d'Educació Primària, llicenciat en Psicologia, llicenciat en Filosofia i en Ciències de l'Educació, doctor en Psicologia, professor de valencià, professor de Pedagogia Terapèutica i professor especialista en Pertorbacions en Llenguatge i Audició. Havia publicat nombrosos llibres de temàtiques i gèneres diversos: poesia, text, o assaig. i col·laborava amb mitjans de comunicació amb la publicació d'articles sobre psicologia, pedagogia i llengua. Fou elegit acadèmic de l'AVL per les Corts Valencianes el 15 de juny del 2001.
Entre les seves investigacions es troben estudis sobre la situació del valencià en l'ensenyament, la presència social dels mitjans de comunicació i la influència social de la televisió, així com una anàlisi sociolingüística del barri de Russafa, a València.
Doménech va rebre també un premi de la Generalitat Valenciana a la contribució a la normalització lingüística del valencià el 2002, i un altre pel Diccionari bàsic de la comunicació, a més diversos guardons de poesia, assaig i periodisme.